# Radball-Weltcup 2008
Der Radball-Weltcup 2008 war die 7. Austragung des von der UCI veranstalteten Radball-Weltcups. Die Turnier-Serie begann am 24. Februar 2008 und endete am 14. März 2009 anlässlich des Weltcup-Finales in Oftringen. Insgesamt haben 38 Teams teilgenommen, jedoch spielten nur 15 davon an mindestens 3 Turnieren und hatten somit die Möglichkeit den Final zu erreichen. 
Weltcup-Gewinner war der RV Gärtringen aus Deutschland.

## Turnier-Übersicht
| Datum              | Austragungsort | Gewinner      | Zweiter       | Dritter           |
| ------------------ | -------------- | ------------- | ------------- | ----------------- |
| 24. Februar 2008   | Johor Bahru    | CK Svitavka   | RSV Gifhorn   | CCK Sanies Kaseda |
| 7. Juni 2008       | Ober-Olm       | SV Eberstadt  | RV Hechtsheim | RMV Altdorf       |
| 6. September 2008  | Chemnitz       | RV Gärtringen | CK Svitavka   | RV Hechtsheim     |
| 20. September 2008 | Mücheln        | RV Gärtringen | VfH Mücheln   | SV Eberstadt      |
| 11. Oktober 2008   | St. Gallen     | RMV Altdorf   | RC Höchst 1   | RV Winterthur     |
| 8. November 2008   | Ailingen       | RMV Mosnang   | SV Eberstadt  | RC Höchst 1       |
| 22. November 2008  | Ginsheim       | RMV Altdorf   | RC Höchst 1   | RSG Ginsheim      |
| 6. Dezember 2008   | Höchst         | RC Höchst 1   | RV Winterthur | RV Hechtsheim     |

## Punktestand
Für jedes Weltcupturnier werden Weltcuppunkte vergeben. Nach allen acht Turnieren werden die Punkte für jedes Team addiert und die acht Teams mit den meisten Punkten gelangen in den Final. Ebenfalls im Final spielt ein Team aus Asien und das Heimteam (Wildcard) des Veranstalters.
| Rang   | 1  | 2  | 3  | 4  | 5  | 6  | 7  | 8  | 9  | 10 |
| Punkte | 50 | 45 | 40 | 35 | 30 | 25 | 20 | 18 | 16 | 14 |

Der Punktestand entscheidet nur darüber, welche Teams in den Final gelangen. Im Finale hatten jedoch alle Teams wieder die genau gleichen Chancen zu Gewinnen.
In dieser Tabelle sind nur die Teams aufgelistet, bis und mit dem letzten Team, welches mindestens 3 Turniere gespielt hat. Die mit  gelb  hinterlegten Teams sind qualifiziert für den Final.
| Rang | Team            | Spieler           | Spieler             | Punkte | Starts |
| ---- | --------------- | ----------------- | ------------------- | ------ | ------ |
| 01   | RC Höchst 1     | Simon König       | Dietmar Schneider   | 180    | 4      |
| 02   | RMV Altdorf     | Roman Schneider   | Dominik Planzer     | 170    | 4      |
| 03   | SV Eberstadt    | Holger Krichbaum  | Jens Krichbaum      | 165    | 4      |
| 04   | RV Gärtringen   | Matthias König    | Uwe Berner          | 155    | 4      |
| 04   | RMV Mosnang     | Daniel Schneider  | Lukas Schönenberger | 155    | 4      |
| 06   | RV Hechtsheim   | Christian Hess    | Thomas Abel         | 150    | 4      |
| 07   | MO Svitavka     | Pavel Vitula      | Robert Loskot       | 143    | 4      |
| 08   | RV Winterthur   | Marcel Waldispühl | Peter Jiricek       | 138    | 4      |
| 09   | RV Dornbirn     | Martin Lingg      | Patrick Köck        | 130    | 4      |
| 10   | RC Höchst 3     | Andreas Lubetz    | Martin Maccani      | 88     | 4      |
| 11   | Favorit Brünn 2 | Pavel Kepak       | Petr Skotak         | 68     | 3      |
| 12   | CSO Bukuresti   | Mircea Tric       | Dorian Doroftei     | 62     | 4      |
| 13   | Favorit Brünn 1 | Miroslav Berger   | Jiri Böhm           | 59     | 3      |
| 14   | SKC Kolarovo    | Robert Rizman     | Dalibor Roznik      | 46     | 3      |
| 15   | RSV Gifhorn     | Frank Rowold      | Ingo Rowold         | 45     | 1      |
| 15   | VfH Mücheln     | Mike Rödger       | Herbert Pischl      | 45     | 1      |
| 17   | JC Balbigny     | Vial Renaud       | André Yohan         | 42     | 3      |

## Weltcup-Finale
Die 10 Teams wurden in 2 Gruppen unterteilt. Innerhalb dieser Gruppe spielte dann Jeder gegen Jeden einmal. Die Gewinner der beiden Gruppen spielten danach gegen den Zweitplatzierten der anderen Gruppe. Die anderen Teams spielten gegen das Team aus der anderen Gruppe auf demselben Rang. Die beiden Verlierer aus den Halbfinalen spielten dann um Rang drei, die beiden Sieger um den Weltcup-Sieg.

### Vorrunde
| Gruppe 1 | Gruppe 1           | Gruppe 1 | Gruppe 1 |
| Rang     | Team               | Tore     | Punkte   |
| -------- | ------------------ | -------- | -------- |
| 1        | RC Höchst 1        | 22 : 09  | 10       |
| 2        | RMV Mosnang        | 18 : 09  | 10       |
| 3        | RV Hechtsheim      | 12 : 15  | 4        |
| 4        | VMC Oftringen (WC) | 07 : 13  | 4        |
| 5        | MO Svitavka        | 10 : 23  | 0        |

| Gruppe 2 | Gruppe 2      | Gruppe 2 | Gruppe 2 |
| Rang     | Team          | Tore     | Punkte   |
| -------- | ------------- | -------- | -------- |
| 1        | RV Winterthur | 14 : 05  | 8        |
| 2        | RV Gärtringen | 19 : 10  | 7        |
| 3        | SV Eberstadt  | 13 : 11  | 5        |
| 4        | RMV Altdorf   | 14 : 15  | 4        |
| 5        | Kongo Tokyo   | 07 : 26  | 3        |

### Finalrunde
| 1. Halbfinale           |   |               |                      |
| RC Höchst 1             | – | RV Gärtringen | 5 : 5 (9 : 10 n. P.) |
| 2. Halbfinale           |   |               |                      |
| RV Winterthur           | – | RMV Mosnang   | 3 : 0                |
| Spiel um Platz 9 und 10 |   |               |                      |
| MO Svitavka             | – | Kongo Tokyo   | 4 : 2                |
| Spiel um Platz 7 und 8  |   |               |                      |
| VMC Oftringen           | – | RMV Altdorf   | 4 : 3                |
| Spiel um Platz 5 und 6  |   |               |                      |
| RV Hechtsheim           | – | SV Eberstadt  | 3 : 3 (5 : 4 n. P.)  |
| Spiel um Platz 3 und 4  |   |               |                      |
| RC Höchst 1             | – | RMV Mosnang   | 7 : 1                |
| FINALE                  |   |               |                      |
| RV Gärtringen           | – | RV Winterthur | 9 : 8                |

### Endstand
| Rang | Team          | Spieler           | Spieler             |
| ---- | ------------- | ----------------- | ------------------- |
| 01   | RV Gärtringen | Matthias König    | Uwe Berner          |
| 02   | RV Winterthur | Marcel Waldispühl | Peter Jiricek       |
| 03   | RC Höchst 1   | Simon König       | Dietmar Schneider   |
| 04   | RMV Mosnang   | Daniel Schneider  | Lukas Schönenberger |
| 05   | RV Hechtsheim | Christian Hess    | Jannis Stenner (a)  |
| 06   | SV Eberstadt  | Jens Krichbaum    | Moritz Kraume (b)   |
| 07   | VMC Oftringen | Rafael Stadelmann | Andreas Zaugg       |
| 08   | RMV Altdorf   | Roman Schneider   | Dominik Planzer     |
| 09   | MO Svitavka   | Pavel Vitula      | Milan Novak (c)     |
| 10   | Kongo Tokyo   | Naoya Kinoshita   | Ko Matsuda          |